# 추페 살바도르
추페 살바도르(스페인어: Chupe Salvador, 1980년 5월 9일 ~ )는 몽고모 출신의 적도 기니의 전 축구 공격수이다. 추페(Chupe)는 그의 별명이고, 본명은 프란시스코 살바도르 엘라(Francisco Salvador Elà)이다.